# Adam Opel

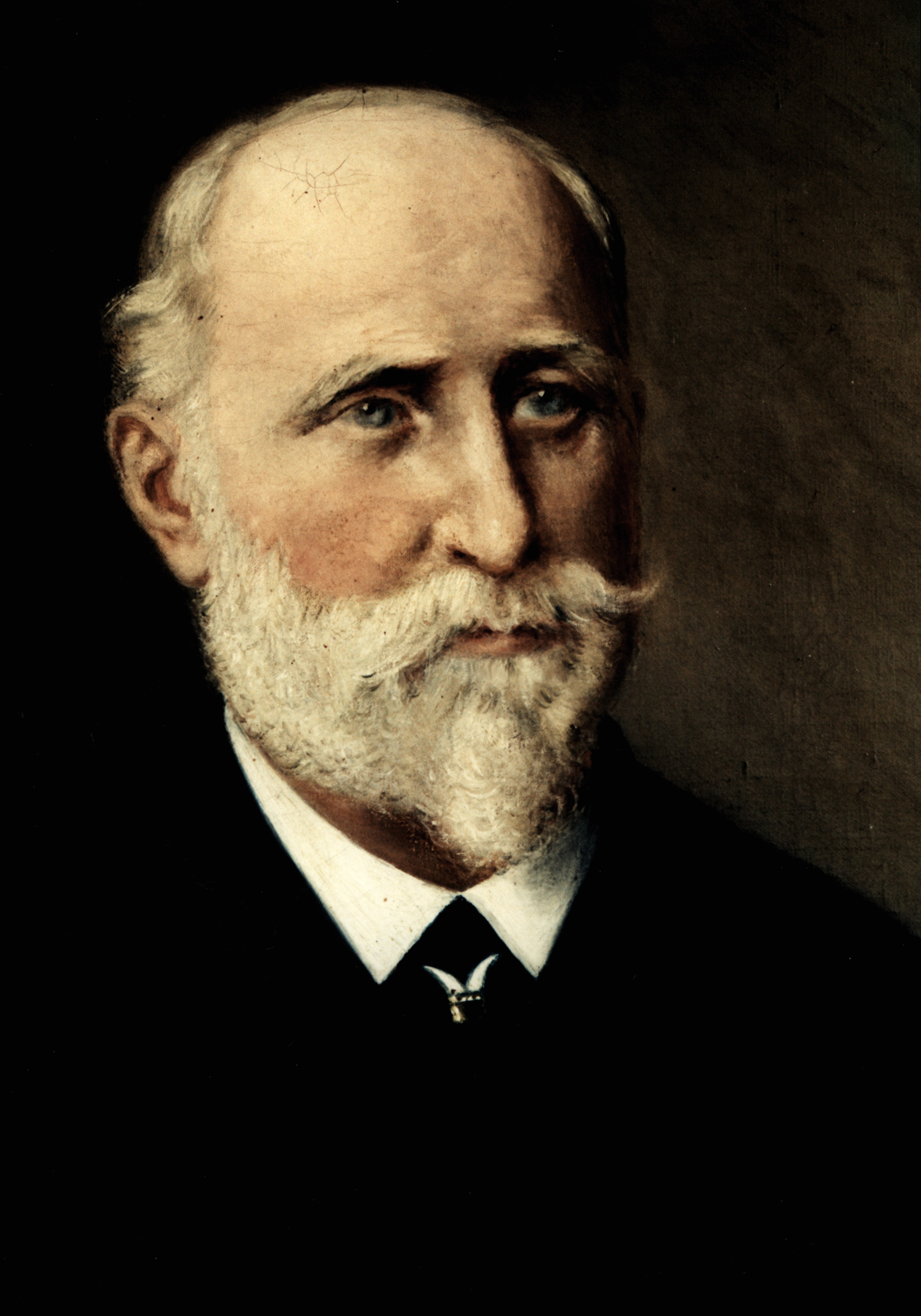
Adam Opel

Adam Opel (Rüsselsheim, 9 mei 1837 – aldaar, 8 september 1895), was een Duits industrieel en oprichter van het bedrijf Opel, dat toen naaimachines en fietsen maakte.
Opel werd geboren als oudste zoon van een slotenmaker. Hij begon zijn loopbaan, net als twee broers, als leerling bankwerker in de werkplaats van zijn vader. In de daaropvolgende jaren reisde hij naar België, Engeland en Parijs, waar hij in een naaimachinefabriek werkte. Teruggekeerd in zijn geboorteplaats richtte hij in 1862 een eigen naaimachinefabriek op, die in 1884 al 18.000 stuks per jaar produceerde. Dit was de basis van het familiebedrijf Opel.

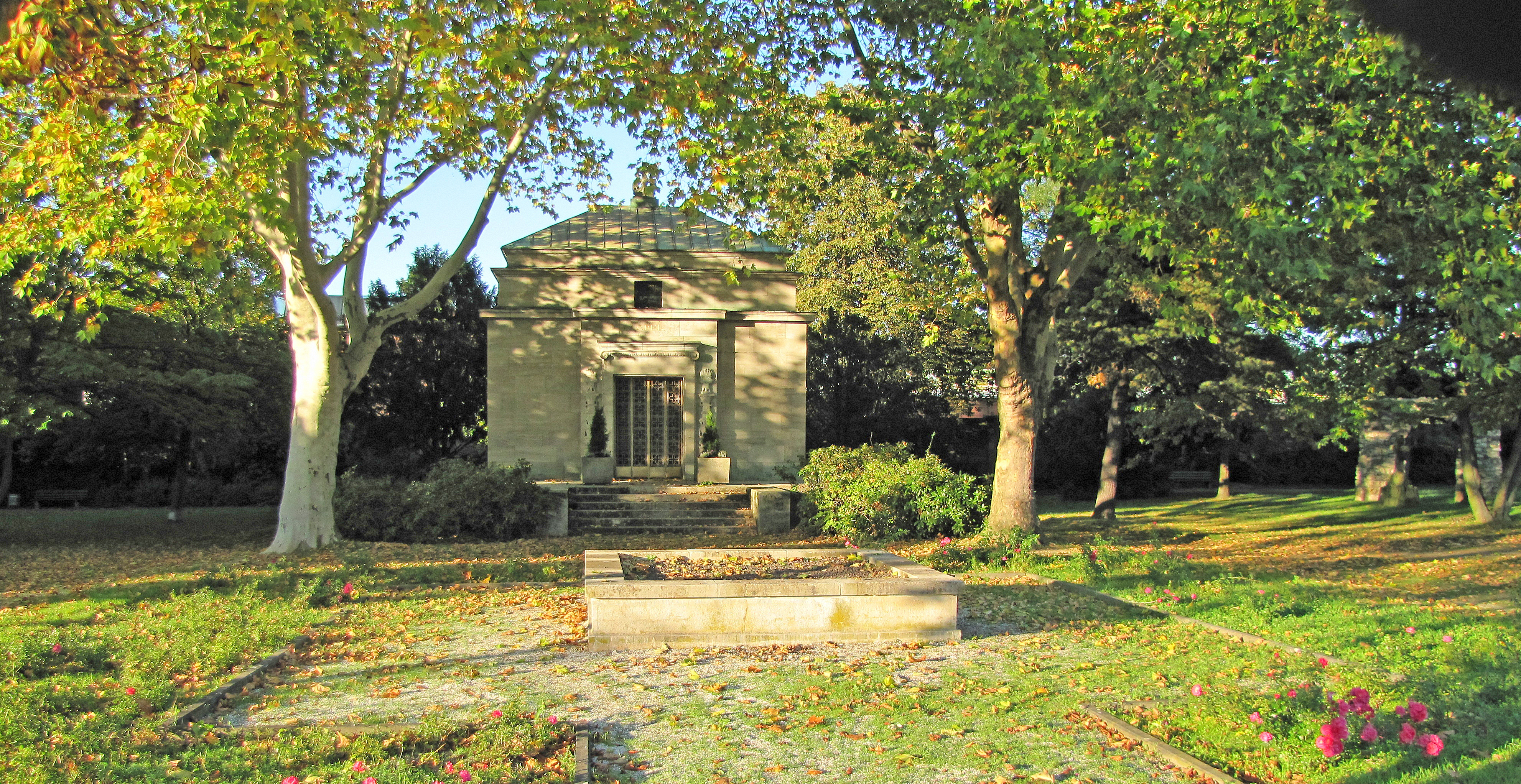
Opel-Mausoleum in Rüsselsheim

In 1868 trouwde Opel met Sophie Scheller (1840-1913), de welgestelde dochter van een herbergier. Vanaf 1886 begon Opel met de fabricage van fietsen. De firma Opel ontwikkelde zich al snel tot de grootste fietsfabriek van Duitsland.
Na zijn dood op 58-jarige leeftijd als gevolg van tyfus, nam zijn weduwe Sophie Opel-Scheller samen met haar vijf zonen Carl, Wilhelm, Heinrich, Fritz en Ludwig Opel de leiding van de fabriek over. Drie jaar later (in 1898) begon de familie Opel met de productie van auto's.
In 2012 startte de productie van een 3-deurs miniklasse-model, de Opel Adam, een model dat vernoemd werd naar Adam Opel.
- Bibliothèque nationale de France: cb17706906b (data)
- Gemeinsame Normdatei: 11931049X
- International Standard Name Identifier: 0000 0000 1193 0458
- Nationale Bibliotheek van Tsjechië: uk2016917058
- Nationale Bibliotheek van Polen: a0000003674864
- Nederlandse Thesaurus van Auteursnamen: 299154629
- Virtual International Authority File: 42645374
- WorldCat: E39PBJyCCKHJKWv4vdfP6GBByd